# Ley de Evaluación Ambiental (España)
La Ley 21/2013, de 9 de diciembre, de evaluación ambiental es el marco jurídico en que se desenvuelve esta actividad. La Ley es de ámbito nacional, pero como trasposición de una Directiva Europea (y por tanto de obligado cumplimiento) es similar a la del resto de países de la Unión Europea, las mayores diferencias afectan a los proyectos, planes y programas que deben ser sometidos a su evaluación ambiental.
La Ley 21/2013, regula dos procedimientos de evaluación ambiental que, anteriormente, quedan regulados mediante legislaciones específicas. En concreto:
- La evaluación de impacto ambiental, de determinados proyectos, quedaba regulada mediante el Real Decreto Legislativo 1/2008, tal como quedó modificado por la Ley 6/2010[2]  (actualmente derogada).
- La evaluación ambiental estratégica de planes y proyectos, queda regulada por la Ley 9/2006[3] (actualmente derogada)

La principal diferencia entre ambas evaluaciones se encuentra en que la evaluación de impacto ambiental debe identificar los impactos que un proyecto puede general, tanto por la actividad a la que da soporte, como por el ámbito en que se sitúa. Sin embargo, la evaluación ambiental estratégica valora la incidencia que podrá tener las actividades que el plan o programa permite. 

## Introducción
La Evaluación Ambiental se regula mediante la Ley 21/2013, de 9 de diciembre, de evaluación ambiental.
Hasta el 2013, la Evaluación Ambiental de proyectos estaba regulada, con carácter de legislación básica, por el REAL DECRETO LEGISLATIVO 1/2008, de 11 de enero, por el que se aprueba el texto refundido de la Ley de Evaluación de Impacto Ambiental de proyectos.
Y más anteriormente mediante la Ley 6/2001, de 8 de mayo, de modificación del Real Decreto Legislativo 1302/1986, de 28 de junio, de Evaluación de Impacto Ambiental; BOE número 111, de 9 de mayo de 2001. Esta Ley, es una transposición de la Directiva Comunitaria 97/11/CE, del Consejo, de 3 de marzo.
La evaluación de impacto ambiental responde a un principio básico de la política ambiental como es la prevención, la mejor manera de actuar en materia ambiental, es evitando el mal, en vez de a posteriori combatiendo los efectos perniciosos de una actividad.
Siguiendo este principio, se publicó la Directiva 85/337/CEE que pasó a nuestra legislación como el Real Decreto Legislativo 1302/1986, de 28 de junio, en ella aparecía un listado de actividades en las que era necesario realizar este procedimiento, y en el articulado describía someramente dicho procedimiento. Con posterioridad a dicha ley se publicó el Reglamento correspondiente: Real Decreto 1131/1988, de 30 de septiembre, en el que se específica con toda claridad cómo realizar el procedimiento, organismos que actúan, plazos, vigilancia, responsabilidad, etc.
Posteriormente, se observó que la Directiva 85/337/CEE era insuficiente, motivo por el que se publicó la Directiva 97/11/CE que amplía sustancialmente el listado de actividades que deben someterse a la Evaluación de Impacto Ambiental, dicha Directiva se plasmó en nuestra legislación, después de un diversos intentos en la ley nombrada en el primer párrafo. 
En 2011 se publicó la última directiva Directiva sobre este tema: la Directiva 2011/92/UE que derogó la Directiva 85/337/CEE, la Directiva 97/11/CE, el artículo 3 de la Directiva 2003/35/CE y el artículo 31 de la Directiva 2009/31/CE.
Esta Directiva fue modificada por la Directiva 2014/52/UE, del Parlamento europeo y del Consejo, de 16 de abril de 2014.

## Contenido de la Ley
El artículo 1 regula el objeto y finalidad, estableciendo qué actividades están sometidas a este procedimiento:
Se da un listado exhaustivo de las actividades sometidas a Evaluación de Impacto (EDI) ambiental ordinaria, que quedan descritas en el Anexo  I. Las del Anexo II están sometidas  a evaluación ambiental simplificada, aunque si resultan de aplicación los criterios del Anexo III, han de someterse a la evaluación ordinaria.
Posteriormente, el Anexo IV se ocupa del contenido del estudio ambiental estratégico; y el Anexo V de los criterios para determinar si un plan o programa debe someterse a evaluación ambiental estratégica integrada
Finalmente, el Anexo VI se ocupa del estudio de impacto ambiental y criterios técnicos.
El artículo 2 recoge los principios de la evaluación ambiental.
El artículo 3 se ocupa de las relaciones  entre Administraciones públicas y el 4 de la Conferencia Sectorial de Medio Ambiente.
El artículo 5 está dedicado a las definiciones.
El artículo 6 establece el ámbito de aplicación de la evaluación ambiental estratégica.
El artículo 7 describe el ámbito de la evaluación de impacto ambiental
El artículo 8 está dedicado a los supuestos excluidos de evaluación ambiental.
El artículo 9 recoge las obligaciones de evaluación ambiental
El artículo 10 establece el procedimiento en supuesto de silencio negativo.
El artículo 11 aborda la determinación del órgano ambiental y del sustantivo.
El artículo 12 trata la resolución de discrepancias.
El artículo 13 establece la relación entre la evaluación estratégica y la de impacto. 
El artículo 14 trata la relación entre la evaluación de impacto ambiental y la autorización ambiental. 
El artículo 15 está dedicado a la confidencialidad
Por último, el artículo 16 aborda la capacidad técnica y responsabilidad del autor de los estudios y documentos ambientales.

## Resumen
La parte más interesante de esta Ley son los anexos, en los que aparecen un gran número de actividades que deben someterse al procedimiento del impacto ambiental y así mismo establece unos criterios bastante objetivos para decidir.